# SUPER 8 Classic
SUPER 8 Classic (dříve známý jako Grand Prix Impanis-Van Petegem a Primus Classic) je jednodenní cyklistický závod konaný od roku 1982 v belgické provincii Vlámský Brabant. Závod byl původně utvořen jako pocta cyklistovi Raymondu Impanisovi a byl pojmenován GP Impanis. V letech 1995 a 2004 se závod nekonal vůbec, mezi lety 2005 a 2010 se pak konal pouze pro juniory. V roce 2011 byl závod obnoven pro profesionály na úrovni 1.2 v rámci UCI Europe Tour a byl přejmenován na GP Impanis-Van Petegem jako pocta cyklistovi Peteru Van Petegemovi. V roce 2012 byl závod povýšen na úroveň 1.1 a v roce 2015 na úroveň 1.HC. V roce 2020 se závod stal součástí UCI ProSeries. Ročník 2020 se nekonal kvůli pandemii covidu-19.

## Seznam vítězů
| Rok       | Země                               | Jezdec                             | Tým                                |
| --------- | ---------------------------------- | ---------------------------------- | ---------------------------------- |
| 1982      | Belgie                             | Willem Peeters                     |                                    |
| 1983      | Belgie                             | Ludo Peeters                       | TI–Raleigh–Campagnolo              |
| 1984      | Nizozemsko                         | Ad Wijnands                        |                                    |
| 1985      | Nizozemsko                         | Jelle Nijdam                       | Kwantum–Decosol–Yoko               |
| 1986      | Austrálie                          | Allan Peiper                       | Panasonic–Merckx–Agu               |
| 1987      | Belgie                             | Paul Haghedooren                   | Sigma–Fina                         |
| 1988      | Austrálie                          | Stephen Hodge                      | Kas                                |
| 1989      | Belgie                             | Eric Vanderaerden                  | Panasonic–Isostar                  |
| 1990      | Nizozemsko                         | Wiebren Veenstra                   |                                    |
| 1991      | Nizozemsko                         | Wiebren Veenstra                   |                                    |
| 1992      | Nizozemsko                         | Louis de Koning                    | Panasonic–Sportlife                |
| 1993      | Austrálie                          | Phil Anderson                      | Motorola                           |
| 1994      | Belgie                             | Carlo Bomans                       | GB–MG Maglificio                   |
| 1995–2010 | Nejelo se                          | Nejelo se                          | Nejelo se                          |
| 2011      | Belgie                             | Sander Cordeel                     | Colba–Mercury                      |
| 2012      | Belgie                             | André Greipel                      | Lotto–Belisol                      |
| 2013      | Belgie                             | Sep Vanmarcke                      | Belkin Pro Cycling                 |
| 2014      | Belgie                             | Greg Van Avermaet                  | BMC Racing Team                    |
| 2015      | Belgie                             | Sean De Bie                        | Lotto–Soudal                       |
| 2016      | Kolumbie                           | Fernando Gaviria                   | Etixx–Quick-Step                   |
| 2017      | Itálie                             | Matteo Trentin                     | Quick-Step Floors                  |
| 2018      | Nizozemsko                         | Taco van der Hoorn                 | Roompot–Nederlandse Loterij        |
| 2019      | Belgie                             | Edward Theuns                      | Trek–Segafredo                     |
| 2020      | Nejelo se kvůli pandemii covidu-19 | Nejelo se kvůli pandemii covidu-19 | Nejelo se kvůli pandemii covidu-19 |
| 2021      | Francie                            | Florian Sénéchal                   | Deceuninck–Quick-Step              |
| 2022      | Belgie                             | Jordi Meeus                        | Bora–Hansgrohe                     |
| 2023      | Nizozemsko                         | Mathieu van der Poel               | Alpecin–Deceuninck                 |
| 2024      | Itálie                             | Filippo Baroncini                  | UAE Team Emirates                  |